# コ・ジンヨン
コ・ジンヨン（高 眞榮、ハングル：고 진영、英語：Jin Young K0、1995年7月7日 - ）は、大韓民国ソウル特別市出身の女子プロゴルファーである。

## 経歴
両親の影響で7歳からゴルフを始める。
2013年韓国女子プロゴルフ協会（KLPGA）3部ジャンプツアーで3勝をあげ、同年9月KLPGA入会。
2014年からはKLPGAツアーに参戦。同年8月同ツアー「Nefs Masterpiece」でレギュラーツアー初優勝し、年間獲得賞金ランキング（賞金ランク）8位となる。
2015年、第7代KLPGA広報モデルにアン・シネ、チョン・インジ（田仁智）、ユン・チェヨン等と共に選出され、その後2017年まで3年連続選出された。（KLPGA広報モデルは前年度KLPGAツアー賞金ランク60位以内の選手から10名程度選出される）
同年全米女子プロゴルフ協会（LPGA）ツアー「全英リコー女子オープン」（大会名は当時）で3日目を終えて首位に立つが、同じ韓国出身のインビー・パーク（朴仁妃）に最終日に逆転され単独2位となる。同年KLPGAツアーでは3勝で賞金ランク5位。
2016年10月、KLPGAツアー「ハイト真露チャンピオンシップ」で初メジャータイトルを獲得。最終的に3勝をあげ賞金ランク2位となる。
2017年5月、日本女子プロゴルフ協会（JLPGA）公式戦「ワールドレディスチャンピオンシップサロンパスカップ」に出場し、キム・ハヌルに次いで2位となる。同年10月、LPGAツアー「KEBハナバンク選手権」（KLPGA共催）で同ツアー初優勝、この優勝により同年11月に2018年シーズンからのLPGAツアーカードを得た。同年KLPGAツアーでは前述のハナバンク選手権を除き2勝をあげ、賞金ランク4位。
初めてLPGAツアーメンバーとして迎えた2018年は、「ISPSハンダ・オーストラリア女子オープン」で初日から首位を譲らない完全優勝を果たす。ツアーメンバーとして初出場で初優勝したのは1951年の「イースタンオープン」を優勝したビバリー・ハンソン（Beverly Hanson）以来の出来事であった。
同年は最終的に13回のトップ10フィニッシュを果たし、「ルーキーオブザイヤー」を受賞、賞金ランク10位。
2019年3月のLPGAツアー「バンク・オブ・ホープ ファウンダーズカップ」で優勝。さらに同年4月の「ANAインスピレーション」でメジャー初優勝を果たすと、同大会で52位タイに終わったパク・ソンヒョン（朴城炫）に代わって、直後の同年4月8日付女子ゴルフ世界ランキング（世界ランク）で自身初の1位となった。その後6月の「ウォルマートNWアーカンソー選手権」でパク・ソンヒョンがシーズン2勝目をあげると、直後の同年7月1日付世界ランクでパク・ソンヒョンに逆転され2位に陥落した。同年7月「エビアン選手権」でメジャー2勝目をあげ、パク・ソンヒョンが6位タイに終わった事もあり、直後の同年7月29日付世界ランクで再び1位に返り咲いた。同年8月の「カナディアン・パシフィック女子オープン」で優勝。
同年は最終的に4勝をあげ「プレイヤーオブザイヤー」と「賞金女王」に輝く、また同年末時点で世界ランク1位を継続中。

## ツアー優勝歴

### LPGAツアー
※本項はLPGAプロフィールページに基づく。大会名は優勝当時で表記し太字はメジャー大会である。
- 2017年：KEBハナバンク選手権
- 2018年：ISPSハンダ・オーストラリア女子オープン
- 2019年：バンク・オブ・ホープ ファウンダーズカップ、ANAインスピレーション、エビアン選手権、カナディアン・パシフィック女子オープン

## LPGAメジャー大会の成績
※本項の成績はResult｜JIN YOUNG KO（英語）の各年度に基づく
| 大会                     | 2015 | 2016 | 2017 | 2018 | 2019 |
| ------------------------ | ---- | ---- | ---- | ---- | ---- |
| ANAインスピレーション    | DNP  | T71  | CUT  | T64  | 1    |
| 全米女子プロゴルフ選手権 | DNP  | DNP  | DNP  | T11  | T14  |
| 全米女子オープン         | DNP  | DNP  | T15  | T17  | T16  |
| 全英女子オープン         | 2    | DNP  | DNP  | CUT  | 3    |
| エビアン選手権           | 28   | T39  | DNP  | T26  | 1    |